# Ханс фон Функ
Ханс фон Функ (на немски: Hans von Funck) е германски офицер, който служи по време на Първата и Втората световна война.

## Живот и кариера
Ханс фон Функ е роден на 23 декември 1891 г. в Аахен, Германска империя.
Присъединява се към армията и към 1915 г. е офицерски кадет. Участва в Първата световна война и служи в кавалерийски подразделения. Издига се до звание лейтенант. След края на войната се присъединява към Райхсвера. Получава няколко назначения като командир на кавалерийски подразделения и като щабен офицер.
В началото на Втората световна война е със звание оберст. На 15 октомври 1939 г. поема командването на 5-и танков полк. От 13 ноември 1940 г. командва 3-та танкова бригада, на 14 февруари 1941 г. поема 7-а танкова дивизия, на 5 декември 1943 г. е назначен за командир на 23-ти армейски корпус, а на 5 март 1944 г. поема 47-и танков корпус. През септември 1944 г. е изпратен в резерва и на 15 февруари 1945 г. напуска армията. Пленен е от съветските войски през май 1945 г. и е освободен през 1955 г.
Умира на 14 февруари 1979 г. във Вирзен, Германия.

## Дати на произвеждане в звание
- Оберст – 20 април 1939 г.
- Генерал-майор – 1 януари 1941 г.
- Генерал-лейтенант – 1 септември 1942 г.
- Генерал от танковите войски – 1 март 1944 г.

## Награди
- Рицарски кръст – 15 юли 1941 г.
- Рицарски кръст с дъбови листа, 278-и награден – 22 август 1943 г.
- Германски кръст, златен – 14 март 1943 г.